# Emilio Gabba
Emilio Gabba (Pavía, 31 de marzo de 1927-Pavía, 12 de agosto de 2013) fue un historiador italiano, especializado en el estudio de la Antigua Roma.

## Biografía
Tras ser estudiante de Plinio Fraccaro en Pavía, en 1949 fue becario del Istituto Italiano per gli Studi Storici de Nápoles, dirigido en aquel entonces por Federico Chabod. En 1955 se convirtió en un asistente para el estudio de la historia griega y romana en la Universidad de Pavía, cargo que desempeñó hasta 1958, cuando fue nombrado profesor de la Universidad de Pisa. 
Desde este puesto, con su amigo y maestro Arnaldo Momigliano, dio lugar a una renovación profunda y metodológica en la historia antigua, adentrándose en la historia de la historiografía romana y en el estudio de los aspectos militares, sociales, económicos y políticos del mundo antiguo. Su atención se dirigió especialmente a los historiadores griegos que escribiron sobre la expansión de Roma, como Dionisio de Halicarnaso, Polibio o Apiano. De este último tradujo al italiano algunos de sus libros acerca de las guerras civiles.
Fue Profesor Visitante en la Universidad de Oxford, la Universidad de Filadelfia, la Universidad de Berkeley y Fellow del Institute for Advanced Study de la Universidad de Princeton. 
Fue investido doctor honoris causa por la Universidad de Borgoña, la Universidad de Estrasburgo y la Universidad de Maguncia. 
Fue miembro de la Accademia dei Lincei, de la Accademia delle Scienze de Turín, del Istituto Lombardo di Scienze e Lettere, de la British Academy, de la Académie des inscriptions et belles-lettres de París y de la American Academy of Arts and Sciences de Washington. 
Tras el fallecimiento de Franco Venturi en 1995 se hizo cargo de la dirección de la Rivista Storica Italiana hasta finales de 2005, conservando inalterada la visión cosmopolita e ilustrada de Venturi.

## Principales obras
- Appiano e la storia delle guerre civili, Florencia, La Nuova Italia, 1956.
- Appiani bellorum civilium liber primus, introducción, traducción al italiano y notas de Emilio Gabba, Florencia, La Nuova Italia, 1958.
- Iscrizioni greche e latine per lo studio della Bibbia, Torino, Marietti, 1958.
- Appianus. Bellorum Civilium liber quintus, introducción, traducción al italiano y notas de Emilio Gabba, Florencia, la Nuova Italia, 1970.
- Esercito e società nella tarda repubblica romana, Florencia, La Nuova Italia, 1973 (hay traducción inglesa: Oxford, 1976).
- Per la storia dell'esercito romano in età imperiale, Bolonia, Patron, 1974.
- Strutture agrarie e allevamento transumante nell'Italia romana (con M. Pasquinucci), Pisa, Giardini, 1979.
- Le basi documentarie della storia antica (con M. Crawford), Bolonia, il Mulino, 1984.
- Del buon uso della ricchezza: saggi di storia economica e sociale del mondo antico, Milán, Guerini e Associati, 1988.
- Dyonisius and the history of archaic Rome, Berkeley, University of California Press, 1991.
- Storia di Roma. Vol.2. L'impero mediterraneo (a cargo de G. Clemente, F. Coarelli, E. Gabba), Torino, Einaudi, 1991.
- Aspetti culturali dell'imperialismo romano, Florencia, Sansoni, 1993.
- Italia romana, Como, New Press, 1994.
- Cultura classica e storiografia moderna, Bolonia, il Mulino, 1995.
- Dionigi e la storia di Roma arcaica, Bari, Edipuglia, 1996.
- Introduzione alla storia di Roma (con D. Foraboschi;D. Mantovani;E. Lo Cascio; L. Troiani), Milán, LED, 1999.
- Roma arcaica. Storia e storiografia, Roma, Edizioni di Storia e Letteratura, 2000.
- Appianus: la storia romana. Libri 13-17. Le guerre civili. (con D. Magnino), Torino, UTET, 2001.
- Storia e letteratura antica, Bolonia, il Mulino, 2001.
- Gli statuti municipali (con L. Capogrossi Colognesi), Bolonia, IUSS-il Mulino, 2006.
- Riflessioni storiografiche sul mondo antico, Como, New Press, 2007.
- Ripensando a Tacito (e Ronald Syme): fra storia e storiografia (con M. A. Giua;F. Pecchioli), Pisa, ETS, 2007.
- Conversazione sulla storia, a cura di Umberto Laffi, Pisa, Della Porta Editore, 2009.